# Egisto Pandolfini
Egisto Pandolfini (ur. 19 lutego 1926 w Lastra a Signa, zm. 29 stycznia 2019 we Florencji) – włoski piłkarz grający na pozycji ofensywnego pomocnika.

## Kariera klubowa
Pierwszym klubem Pandolfiniego w karierze była AC Fiorentina. 11 listopada 1945 roku zadebiutował w jej barwach w Serie A w przegranym 0:1 wyjazdowym spotkaniu z Salernitaną. W Fiorentinie nie miał jednak miejsca w podstawowym składzie i rok później odszedł do drugoligowego Empoli FC, dla którego zdobył 12 bramek w lidze. W sezonie 1947/1948 był piłkarzem SPAL 1907 z Ferrary i tu także utrzymał wysoką skuteczność. Z 20 golami był jednym z najlepszych strzelców Serie B. Latem 1948 wrócił do Fiorentiny i przez cztery lata był członkiem podstawowej jedenastki klubu z Florencji. Przez ten okres strzelił dla „Violi” 36 bramek w 142 meczach.
Latem 1952 roku Pandolfini przeszedł do stołecznej Romy. W sezonie 1952/1953 zdobył 8 bramek będąc drugim po Carlo Gallim strzelcem zespołu. Natomiast w sezonie 1953/1954 jego dorobek wyniósł 13 trafień, co było najlepszym wynikiem w drużynie „giallorossich”. W 1955 roku zajął z Romą 3. miejsce w Serie A, a w 1956 odszedł do Interu Mediolan. W drużynie „nerazzurrich” występował przez dwa sezony, ale tylko w sezonie 1956/1957 grał w pierwszej jedenastce. W 1958 roku Egisto znów był zawodnikiem SPAL, a w 1960 roku powrócił do Empoli, grającego wówczas w Serie D. W 1961 roku wywalczył awans do Serie C, a w 1962 zakończył piłkarską karierę.
| Sezon     | Klub           | Kraj   | Rozgrywki | Mecze | Bramki |
| --------- | -------------- | ------ | --------- | ----- | ------ |
| 1945/1946 | AC Fiorentina  | Włochy | Serie A   | 6     | 0      |
| 1946/1947 | Empoli FC      | Włochy | Serie B   | 39    | 12     |
| 1947/1948 | SPAL 1907      | Włochy | Serie B   | 32    | 20     |
| 1948/1949 | AC Fiorentina  | Włochy | Serie A   | 34    | 6      |
| 1949/1950 | AC Fiorentina  | Włochy | Serie A   | 38    | 14     |
| 1950/1951 | AC Fiorentina  | Włochy | Serie A   | 36    | 7      |
| 1951/1952 | AC Fiorentina  | Włochy | Serie A   | 34    | 9      |
| 1952/1953 | AS Roma        | Włochy | Serie A   | 32    | 8      |
| 1953/1954 | AS Roma        | Włochy | Serie A   | 33    | 13     |
| 1954/1955 | AS Roma        | Włochy | Serie A   | 25    | 6      |
| 1955/1956 | AS Roma        | Włochy | Serie A   | 20    | 2      |
| 1956/1957 | Inter Mediolan | Włochy | Serie A   | 28    | 7      |
| 1957/1958 | Inter Mediolan | Włochy | Serie A   | 10    | 1      |
| 1958/1959 | SPAL 1907      | Włochy | Serie A   | 25    | 2      |
| 1959/1960 | SPAL 1907      | Włochy | Serie A   | 1     | 0      |
| 1960/1961 | Empoli FC      | Włochy | Serie D   | 33    | 5      |
| 1961/1962 | Empoli FC      | Włochy | Serie C   | 12    | 1      |

## Kariera reprezentacyjna
W reprezentacji Włoch Pandolfini zadebiutował 2 lipca 1950 roku w wygranym 2:0 meczu z Paragwajem, rozegranym w fazie grupowej mistrzostw świata w Brazylii. W meczu tym wpisał się na listę strzelców w 62. minucie, ale więcej na tym mundialu nie zagrał. W 1954 roku został powołany do kadry na mistrzostwa świata 1954. Tam wystąpił w trzech spotkaniach: przegranych 1:2 i 1:4 ze Szwajcarią oraz wygranym 4:1 z Belgią, w którym zdobył jedną z bramek. W „Squadra Azzurra” wystąpił łącznie w 21 spotkaniach i strzelił 9 goli.